# 斯瓦米·拉瑪
斯瓦米·拉瑪、喇嘛尊者或拉瑪大師（Śrī Swāmī Rāma，以下簡稱拉瑪，1925年—1996年），是一名印度瑜伽士。他和辨喜、馬哈希、尤迦南達等一干印度瑜伽士影響西方甚鉅，也是首批受到西方科學家矚目的瑜伽士之一。60年代他接受「孟寧格基金會」的檢測，研究他能夠自主控制一般被視為非自主（自律神經系統）的身體活動到什麼程度（諸如心跳、血壓和體溫）。

## 早年與受教
拉瑪原名Brij Kiśore Dhasmana或Brij Kiśore Kumar，他誕生在北印度一戶婆羅門人家，位處喜馬拉雅高瓦區的小村莊Toli。幼時他在該地遇到他的師父Bengali Baba，在他的照養和指導下，他拜訪了一間又一間的寺院，向喜馬拉雅的諸多聖賢請益，包括住在西藏偏遠地區的師祖。1949-1952年他在南印擔任卡維皮坦的香卡阿都梨。1952年回到他師父身邊後他在喜馬拉雅山洞穴中潛心冥修多年。他的導師鼓勵拉瑪前往西方，他的大半人生都花在西方（特別是美國和歐洲）的弘法上。

## 第一所阿施藍（英语：Ashram）
卸任香卡阿都梨一職回去找他師父後，拉瑪除了一個水罐和一張虎皮墊外，他赤手赤足來到尼泊爾的喜馬拉雅山區，並在那裡創建了他第一間阿施藍，該院位在加德滿都郊區通往圖利凱爾Janagal山的路途上。
之後他將阿施藍交付給斯瓦米·維蘇達·德夫（Swami Vishuddha Dev）。該院名為「漢薩達瑜伽靜修所」（Hansada Yoga Ashram）。現在那裡變成性格學運動的總部。但也有其他計畫在那裡執行著。
到了1966年，斯瓦米·拉瑪自個兒又在印度坎普爾建立起喜馬拉雅山瑜伽科學與哲學學院源頭。該學院2016年才歡慶屆滿50週年。

## 組織與成就
拉瑪是喜馬拉雅山瑜伽科學與哲學學院的創辦人，該院的總部設在賓夕法尼亞州的洪斯代爾，其分院遍及歐美、印度各地。此外，他也創立了其他教學和服務性組織。他的顯著成就之一是在印度北部台拉登建立大型的醫療機構，惠及鄰近山區的上百萬名窮人。迄1987年左右，此區鄉間的窮人都還無法享有醫療照護、乾淨用水、衛生和教育。拉瑪的弟子均為他的夢想貢獻一己之力，努力建設一個免於貧窮的地區。關於他的領導風格和他達至目標的方法均載於有關拉瑪的幾本著作中。
他也是好幾本書的作者，書裡描述了他成為瑜伽士的途徑、呈現冥想等實修背後的哲學和益處。他的《上帝以外的悟道》（Enlightenment Without God）和《大師在喜馬拉雅山》（Living with the Himalayan Masters）表達的共同主題之一是任何人無須透過組織化的宗教均有能力達到內在的平靜。他對某些瑜伽士使用超自然技藝展現他們達到的開悟狀態頗不以為然，認為那不過展現了他們能夠表演那些技藝而已。

## 著作
- 《大師在喜馬拉雅山》
- 《上帝以外的悟道》
- 《心的嘉年華會》
- 《鼻尖上的覺知：呼吸之間》

## 註記
1. ↑  譯按：「香卡阿都梨」為不二論派別的印度教僧院院長之頭銜，相關記述可見斯瓦米自傳《大師在喜馬拉雅山》「夢幻泡影」一節。
2. ↑  Webster, Katharine. . Yoga Journal. December 1990  [2016-04-25]. （原始内容存档于2015-05-01）.
3. ↑  Shankaracharya of Karvirpitham，或Karveer Peeth、Karweer Peeth
4. ↑  Tigunait, Rajmani (2004). 《第11小時：斯瓦米·拉瑪自傳》。Himalayan Institute Press; Honesdale PA.
5. ↑  譯按：意指印度教的修道院、靜修所。
6. ↑  斯瓦米·拉瑪《大師在喜馬拉雅山》漢薩達瑜伽靜修所
7. ↑  .   [2016-04-25]. （原始内容存档于2016-04-15）.
8. ↑  .   [2016-04-25]. （原始内容存档于2010-08-03）.
9. ↑   (PDF).   [2016-04-25]. （原始内容存档 (PDF)于2014-08-09）.
10. ↑  譯按：為斯瓦米·拉瑪的知名弟子之一

## 外部連結
- 喜馬拉雅學院醫院信託 （页面存档备份，存于）-創建人斯瓦米·拉瑪 （页面存档备份，存于）